# Jacques Cambry
Jacques Cambry (1749, An Oriant - 1807), fou un escriptor i erudit bretó, fill d'un enginyer naval. Va ingressar un temps en un orde religiós, però ho abandonà i fou mariner en la Companyia d'Índies. Membre dels Estats de Bretanya, el 1794 fou nomenat Comissari de Ciències i Arts, cosa que aprofitarà el 1794-1795 per a fer un viatge pel departament de Finisterre amb l'excusa de visitar les propietats confiscades a la noblesa i als convents. L'informe es publicà el 1799, i hi havia informacions culturals, musicals i folklòriques bretones, considerades precursores de les que van fer Théodore Hersart de la Villemarqué i François-Marie Luzel. El mateix 1799 fou nomenat administrador del departament del Sena, i Napoleó I el nomenà prefecte del departament d'Oise.
El 1804 fundà amb Jacques Le Brigant l'Académie Celtique, que presidí fins a la mort, el 1807.

## Obres
- Traces du Magnétisme. A La Haia, 1784.
- Contes et proverbes, suivis d'une notice sur les troubadours. 1784, Amsterdam, 1787.
- Promenades d'Automne en Angleterre. 1787.
- Rapport sur les sépultures, présenté à l'administration centrale du département de la Seine. A París, de l'Imprimerie de Pierre Didot l'Aîné, an VII. 1799.
- Essai sur la vie et sur les tableaux du Poussin. Pierre Didot l'Aîné, an VII. 1799.
- Voyage dans le Finistère ou État de ce département en 1794 et 1795. Imprimerie-Librairie du Cercle Social An VII - 1799.
- Voyage Pittoresque en Suisse et en Italie, París, Jansen, an IX (C 1801).
- Monumens celtiques, ou recherches sur le culte des pierres, Précédées d'une Notice sur les Celtes et sur les Druites, et suivies d'Etymologies celtiques. París, chez mad. Johanneau, Libraire, Palais du Tribunat, An XIII- 1805
- Voyage dans le Finistère. Brest 1836.
- Description du département de l'Oise en 2 volumes. Imprimerie de P. Didot L'ainé. 1863.
- Catalogue des objets échappés au vandalisme dans le Finistère, dressé l'An III. Caillière, Rennes. 1889.